# میکائیل فیرمین
میکائیل فیرمین (انگلیسی: Mickaël Firmin؛ زادهٔ ۲۱ سپتامبر ۱۹۹۰) بازیکن فوتبال اهل فرانسه است.
از باشگاه‌هایی که در آن بازی کرده‌است می‌توان به باشگاه فوتبال تولوز اشاره کرد.